# Дистровоч
DistroWatch је вебсајт који објављује вести, популарна рангирања и друге опште информације о разним дистрибуцијама Линукса као и друге слободне софтвере/отворене кодове Уникс оперативног система као што је Соларис, Миникс и BSD. Сада већ садржи информације о неколико стотина дистрибуција.

## Историја
Првобитно је објављен 31. маја 2001. године, а одржавао га је Ладислав Боднар.
У почетку је Боднар писао Недељни Дистровоч (ДВВ). У новембру 2008. године, Боднар је одлучио да се повуче са места уредника за (ДВВ). Боднар је рекао да ће и даље наставити да одржава сајт док је ДВВ писао Крис Смарт. До деветог августа 2015. године, Дистровоч је донирао $44,175 америчких долара разним пројектима за софтвере отвореног кода од покретања програма донације у марту 2004. године.

## Карактеристике
Сајт одржава обимне табеле поређења са детаљима разлике између сетова пакета и софтверских ревизија различитих подела. Такође пружа неке опште карактеристике расподела као што су цена и подржане архитектуре процесора. Ту је и недељни Дистровоч (често скраћено ДВВ) који излази понедељком "као издање сажетих дешавања у свету дистрибуција на недељном нивоу". 
Дистровоч има и месечни програм донација, то јест заједничку иницијативу са још две онлајн продавнице које продају јефтине ЦД-ове и DVD-ове са Линуксом, BSD и другим софтверима отвореног кода. 

## Неприкладности бројева као мера употребе ОС
Сам DistroWatch признаје да његове странице служе као вид мерења популарности Линукс дистрибуција и других слободних оперативних система код посетиоца овог сајта. Међутим они не служе као подаци употребе или подаци квалитета ових оперативних система, а не треба ни да се користе за мерење тржишног удела дистрибуције. Они само показују свакодневни број приступа дистрибуцијској страни DistroWatch.com , ништа више.
PCWorld је написао "свакодневни број приступа DistroWatch-у даје неке индикације о дистрибуцијама које тренутно привлаче највише интересовања, али такве мере не могу показати шта се највише користи као ни прецизну вредност.